# أمين نزر
الأمينات النزرة (بالإنجليزية: Trace amines) هي مجموعة من ناهضات المستقبل المرتبط بالأمين النزر1 داخلية المنشأ  -أي معدِّلات عصبية ذات مفعول أحادي الأمين- ذات صلة بنيوية وأيضية بالنواقل العصبية أحادية الأمين الكلاسيكية. مقارنة بالأمينات الكلاسيكية فهي تتواجد بتراكيز نزرة (منخفضة جدا)، وهي متوزعة بشكل متغاير في الأنسجة العصبية المحيطية بأدمغة الثدييات وتُظهِر معدلات أيضية عالية. رغم أن بالإمكان تخليقها داخل أنظمة رئيسية لناقل عصبي أحادي الأميني. يوجد دليل يقترح أن بعضها قد يملك أنظمة نقل عصبية أحادية الأمين مستقلة خاصة بها.
تلعب الأمينات النزرة أدوارا معتبرة في تنظيم كمية النواقل العصبية أحادية الأمين في الشق المشبكي للعصبونات أحادية الأمين ذات TAAR1 مشترك الموقع. ولديها تأثيرات قبل مشبكية محددة جيدا مشابهة لتأثيرات الأمفيتامين على هذه العصبونات أحادية الأمين عبر تنشيط TAAR1. بشكل خاص تنشيط TAAR1 في العصبونات التي نعزز التحرير  لمنع إعادة امتصاص الناقل العصبي أحادي الأمين من الشق الشبكي وكذلك منع الإطلاق العصبوني. يملك الفينيثيلامين والأمفيتامين نظائر ديناميكية دوائية في عصبونات الدوبامين البشرية، حيث يقوم كلا المركبين بإحداث تدفق من الناقل أحادي الأميني الحويصلي 2 (VMAT2)  وتنشيط TAAR1 بفعالية متماثلة تقريبا.
مثل الدوبامين والنورإيبينيفرن والسيروتونين، للأمينات النزرة دور في مجموعة واسعة من الاضطرابات البشرية ذات تأثيرات على الإدراك مثل اضطراب نقص الانتباه مع فرط النشاط (ADHD)، الاكتئاب والفصام، وأخرى غيرها.
القصور الوظيفي للأمينات نزرة الفعل متعلق بشكل خاص باضطراب نقص الانتباه مع فرط النشاط لأن تراكيز الفينيثيلامين في بلازما الدم والبول منخفضة بشكل معتبر لدى الأفراد المرضى بالـADHD مقارنة بالتراكيز المعيارية وأكثر الأدوية التي توصف للـADHD -وهي الأمفيتامين والميثيل فينيدات- تزيد من التخليق الحيوي للفينيثيلامين لدى الأفراد المستجيبين للعلاج المصابين بالـADHD. أشارت مراجعة منهجية للمؤشرات الحيوية الخاصة بالـADHD أن مستويات الفينيثيلامين في البول يمكن أن تكون مؤشر حيوي تشخيصي للـADHD.